# Haramain HSR
A Haramain HSR egy nagysebességű vasútvonal Szaúd-Arábiában, mely Mekkát és Medinát köti össze a Dzsidda nemzetközi reptérrel, mely egyben a régió legnagyobb városa. A nagy forgalmat nem az érintett városok lakói generálják, hanem az évi több tízmillió zarándok. A ramadán idején egyszerre akár kétmillió vendéget is fogad a régió. Az építkezés 2009 márciusában kezdődött és 2018 szeptemberében fejeződött be.
50%-os modal splitet várnak a turistákra nézve a vasúttól, mely a 450 km-es utat 300 km/h-s csúcssebességgel három óra alatt teszi meg. Csúcsidőben (mely itt nem a nap bizonyos óráit, hanem az év bizonyos hónapjait jelenti) akár 5-10 percenként is közlekedik. A fontosabb szakaszt, a 72 km-es Dzsidda–Mekka 30 perc alatt teszi meg a vonat.

## Története
Az első pályázati fázisban a pálya építését az Al Rajni Alliance nyerte el, aminek külföldi tagjai a francia Bouygues és a China Railway Engineering. 2011 október 26-án a Saudi Railways Organisation bejelentette, hogy az Al-Shoula Group szaúdi–spanyol konzorciumra, melynek részei a Talgo, a RENFE, az ADIF és az OHL, esett a választás.
A teljes költség 6,736 milliárd euró (kb. 9,4 milliárd amerikai dollár).

## Pálya
A vasút kétvágányú, villamosított vonal, kiépítési sebessége 360 km/h. A vonatok menetrendi sebessége 300 km/h.

## Állomások
A vasútállomásokat Norman Foster építészirodája tervezte, 2009 novemberére készültek el a tervek. Az irodában tervezték többek között a londoni Jubilee metróvonal Canary Wharf állomását, a bilbaoi metró Fosteriton portáljait és a drezdai főpályaudvar rekonstrukcióját. Foster-metróállomásokat láthatunk még Rennes-ben és Szingapúrban is.
Az állomások előre gyártott modulokból készültek. Az éghajlaton elengedhetetlen légkondicionálás mellett minden állomást természetes napfénnyel világítanak be, és egyensúlyt ígérnek az egységes dizájn és az állomások egyedi elemei között, a dubaji metró típusos állomásaihoz hasonlóan.

## Járművek
A Talgo 35 db (+23 opció) Talgo 350 sorozatú nagysebességű villamos motorvonatot fog szállítani, melyek Spanyolországban az AVE hálózaton is közlekednek. A RENFE és az Adif fogja üzemeltetni a vonalat közösen a következő 12 évben.